# Terra-Nova-Gletscher
Der Terra-Nova-Gletscher ist ein rund 8 km langer Gletscher im nordzentralen Teil der antarktischen Ross-Insel. Er fließt in nördlicher Richtung vom Bergsattel zwischen Mount Erebus und Mount Terra Nova zur Lewis Bay.
Das New Zealand Antarctic Place-Names Committee benannte ihn 1999 nach dem gleichnamigen benachbarten Berg.